# شعب تشوكشي
شعب تشوكشي (بالإنجليزية: Chukchi people)‏‏ هم السكان الأصليون الذين يعيشون في شبه جزيرة تشوكشي وشواطئ بحر تشوكشي ومنطقة بحر بيرينغ في المحيط المتجمد الشمالي داخل الاتحاد الروسي.